# ایست تولار ویلا (کالیفرنیا)
ایست تولار ویلا (به انگلیسی: East Tulare Villa) یک منطقهٔ مسکونی در ایالات متحده آمریکا است که در شهرستان تولار، کالیفرنیا واقع شده‌است. ایست تولار ویلا ۱٫۲۴۸ کیلومتر مربع مساحت و ۷۷۸ نفر جمعیت دارد و ۹۲٫۰۵ متر بالاتر از سطح دریا واقع شده‌است.